# 似南鰍
似南鰍（學名：Schistura similis）為輻鰭魚綱鯉形目條鰍科南鰍屬的其中一種。分布於亞洲薩爾溫江流域，體長可達6.8公分，棲息在河川底層水域，生活習性不明。

## 扩展阅读
維基物種上的相關：似南鰍